# Eugen Piwowarsky
Eugen Piwowarsky (* 10. November 1891 in Leschnitz, Oberschlesien; † 17. November 1953 in Aachen) war ein deutscher Werkstoffwissenschaftler und vor allem als Gießereifachmann bekannt.

## Leben
Piwowarsky wurde als das jüngste von zehn Kindern geboren. Der Vater, Landwirt und Mühlenbesitzer, war auch Kämmerer der Stadt Leschnitz. Auch wenn die Familie einen polnisch klingenden Namen trug, wuchs er in deutsch geprägtem Umfeld auf. Piwowarsky ging 1905 nach Abschluss der Volksschule auf ein katholisches Internat. 1911 legte er das Abitur ab und schrieb sich an der Technischen Hochschule Breslau für Eisenhüttenkunde ein. Ende Juni 1915, nach sieben Semestern, bestand er das Hauptdiplom. Aufgrund eines Herzfehlers wurde Piwowarsky ausgemustert und entkam somit den Schlachtfeldern des Ersten Weltkrieges. So blieb er bis Januar 1916 als Assistent an der Technischen Hochschule am Lehrstuhl für konstruktive Hüttenkunde. Da es wegen des Krieges an Fachleuten in der Industrie mangelte, wurde Piwowarsky zuerst als Betriebsassistent ins Stahlwerk Königin-Marien-Hütte in Cainsdorf bei Zwickau, ab Oktober 1916 als Betriebsingenieur in die Bismarckhütte in Schwientochlowitz abgeordnet. Am 12. Februar 1917 heiratete Piwowarsky Clara Benke. 
Nach einer Lungenerkrankung im Winter 1917, die mehrere Monate Kur zur Folge hat, kann Piwowarsky nicht mehr in die Produktion zurück und kehrte als Assistent nach Breslau zurück. Er wurde in Breslau Leiter des chemischen Labors. Am 6. Dezember 1918 absolvierte er die Prüfung zur Promotion. Da sein Doktorvater, Professor Dr. P. Oberhoffer, 1920 nach Aachen wechselt, wurde Piwowarsky dessen Nachfolger ohne habilitiert zu haben. Dies holte er 1922 nach und im September desselben Jahres folgte er nach Aachen, wo er am 4. Juli 1923 jüngster Professor der RWTH Aachen wurde. Nach dem Tod Oberhoffers im Juli 1927 wurde er dessen Nachfolger als Ordinarius für Eisenhüttenkunde. 1929 wurde für Piwowarsky der Lehrstuhl und das Institut für Allgemeine Metallkunde und das Gesamte Gießereiwesen der Eisen und Nichteisenmetalle geschaffen. Ab 1932 gibt es das Studienfach Gießereiwesen. Zum 1. Mai 1933 trat Piwowarsky der NSDAP bei (Mitgliedsnummer 2.133.912).
Piwowarsky wurde 1945 zunächst als politically harmless eingestuft und ab Oktober wurde in Aachen wieder unterrichtet. Dank einer von Mitarbeitern des Gießerei-Instituts erstellten Entlastungsakte blieb eine spätere Neueinschätzung, nach der Piwowarsky bis 1935 Ortsverwalter des NSLB gewesen war, folgenlos. Am 1. März 1947 wurde er endgültig im Amt bestätigt.
Am 13. März 1952 erreichte er mit der Einweihung des Institutsgebäudes sein großes Ziel. Für hervorragende wissenschaftliche Arbeiten im Gießereiwesen vergibt es jährlich den Piwowarsky-Preis. 
Piwowarsky war als Student in Breslau aktives Mitglied der Katholischen Studentenverbindung Zollern, in Aachen wurde er auch Ehrenphilister der Katholischen Verbindungen Carolingia und Wiking, alle im KV. 
Im April 1952 gründete er die AGIFA, die Aachener Gießerfamilie und stiftet sein Wohnhaus, das noch heute als Klubhaus und Wohnheim für Studenten dient. Seine Frau vermachte 1982 ihren Besitz der AGIFA. Eugen Piwowarsky fand seine letzte Ruhestätte auf dem Aachener Waldfriedhof.